# بتا سپر
بتا سپر یک ستاره است که در صورت فلکی سپر قرار دارد.